# Masdevallia guayanensis
Masdevallia guayanensis är en orkidéart som beskrevs av John Lindley och George Bentham. Masdevallia guayanensis ingår i släktet Masdevallia och familjen orkidéer. Inga underarter finns listade i Catalogue of Life.